# Алексіс Бека Бека
Алексіс Аделін Бека Бека (фр. Alexis Adelin Beka Beka; нар. 29 березня 2001, Париж, Франція) — французький футболіст конголезького походження, опорний півзахисник «Ніцци». Виступав за олімпійську збірну Франції.

## Ранні роки
Алексіс Бека Бека народився в Парижі в сім'ї батьків конголезького походження. Коли йому виповнилося 4 роки батьки переїхали в Версон, саме в цьому місті юнак підписав свій перший контракт у 2007 році з «Версоном». став основним гравцем, залишиться в клубі лише один рік, після чого перейшов до академії «Кана», а його сім'я залишилася проживати в Евре.

## Клубна кар'єра

### «Кан»
Дебютував за нормандський клуб 20 грудня 2019 року в нічийному (0:0) поєдинку Ліги 2 проти «Клермона». 9 червня 2020 року підписав свій перший професійний контракт з «Каном».
Протягом наступного сезону, незважаючи на серйозну травму на початку сезону та дискваліфікації через накопичення жовтих карток, у той час як його клуб перебував у «спортивній ямі», зарекомендував себе як основний гравець «Кана». І якщо його кінець сезону відтермінували через пандемію коронавірусу, яким він заразився від Йоганна Лепенана, в екстремальних умовах допоміг своєму клубу залишатися в Лізі 2.

### «Локомотив» (Москва)
До Алексіса проявляли зацікавленість «Ніцца» та московський «Локомотив». Зрештою підписав 5-річний контракт з російським клубом за суму, яка оцінюється в 6 мільйонів євро (плюс бонус і 10 % відсоток перепродажу), переконаний розмовою з Ральфом Рангніком, колишнім спортивним директором «РБ Лейпциг», який вже на той час був спортивним директором московського клубу.

## Кар'єра в збірній
Бека Бека — гравець юнацьких та олімпійської збірної Франції, який брав участь, зокрема, у кваліфікації чемпіонату Європи (WU-19) 2020 року, який зрештою скасували.
2 липня 2021 року включена до списку з двадцяти одного гравця збірної Франції, викликаного Сильвеном Ріполем для участі в літніх Олімпійських іграх 2020 року, які відбудуться влітку 2021 року в Японії. Свій перший матч у складі олімпійської збірної Франції провів 16 липня, замінивши Лука Тусара на 69-й хвилині переможного (2:1) товариського матчу проти Південної Кореї.

## Стиль гри
Виховувався на позиції захисника, грав, зокрема, на позиції правого захисника у збірних Франції, але також може грати в центрі захисті. Під час виховання в «Кані» Паскаль Дюпра перевів її на позицію опорного півзахисника.
Його описують як «потужного гравця, з гарною швидкістю та хорошою якістю пасів» — ці якості дозволяють йому проявити себе в півзахисті як професійного гравця, зокрема на позиції опорного зпівзахисника.

## Статистика виступів

### Клубна
Станом на 12 грудня 2021
| Клуб                 | Сезон             | Ліга                     | Ліга  | Ліга | Кубок | Кубок | Континентальні | Континентальні | Інші  | Інші | Загалом | Загалом |
| Клуб                 | Сезон             | Дивізіон                 | Матчі | Голи | Матчі | Голи  | Матчі          | Голи           | Матчі | Голи | Матчі   | Голи    |
| -------------------- | ----------------- | ------------------------ | ----- | ---- | ----- | ----- | -------------- | -------------- | ----- | ---- | ------- | ------- |
| «Кан II»             | 2018–19           | Національний чемпіонат 3 | 9     | 0    | —     | —     | —              | —              | —     | —    | 9       | 0       |
| «Кан II»             | 2019–20           | Національний чемпіонат 3 | 7     | 1    | —     | —     | —              | —              | —     | —    | 7       | 1       |
| «Кан II»             | Загалом           | Загалом                  | 16    | 1    | —     | —     | —              | —              | —     | —    | 16      | 1       |
| «Кан»                | 2019–20           | Ліга 2                   | 5     | 0    | 1     | 0     | —              | —              | —     | —    | 6       | 0       |
| «Кан»                | 2020–21           | Ліга 2                   | 25    | 1    | 2     | 0     | —              | —              | —     | —    | 27      | 1       |
| «Кан»                | Загалом           | Загалом                  | 30    | 1    | 3     | 0     | 0              | 0              | 0     | 0    | 33      | 1       |
| «Локомотив» (Москва) | 2021–22           | Прем'єр-ліга Росії       | 10    | 0    | 0     | 0     | 6              | 0              | 0     | 0    | 16      | 0       |
| Усього за кар'єру    | Усього за кар'єру | Усього за кар'єру        | 56    | 2    | 3     | 0     | 6              | 0              | 0     | 0    | 65      | 2       |

1. ↑  Матчі в Лізі Європи УЄФА